# سیارک ۴۷۳۹
سیارک ۴۷۳۹ (به انگلیسی: 4739 Tomahrens، نامگذاری:1985TH1) چهار هزار و هفتصد و سی و نهمین سیارک کشف شده‌است که در ۱۵ اکتبر ۱۹۸۵ کشف شد.
قدر مطلق سیارک برابر ۱۳٫۰۰ است.